# Куштозеро
Куштозеро — озеро в Вологодской области России.

## География
Расположено на Мегорской гряде в границах Вытегорского района, в 54 км южнее районного центра — города Вытегры, на высоте 176 метров над уровнем моря.

## Характеристика
Относится к числу периодически исчезающих озёр, подземный сток происходит через поглощающие отверстия (поноры) карстовой воронки, поэтому площадь и средняя глубина озера, составляющие 14,7 км² и 2,8 метра, соответственно, меняются в зависимости от уровня воды; образуются многочисленные острова. Площадь водосборного бассейна — 79,8 км². Зарастает тростником и другими водными растениями.
В 1983 году создан Куштозерский государственный гидрологический природный заказник общей площадью 5010 га, с целью сохранения экосистемы исчезающего озера и прилегающей к нему береговой территории, а также мест обитания редких видов флоры и фауны. Основными представителями ихтиофауны водоёма являются окунь, плотва, ёрш, щука, налим, язь.
На берегу озера — археологический находки стоянок людей эпохи неолита.

## Данные водного реестра
По данным государственного водного реестра России и геоинформационной системы водохозяйственного районирования территории РФ, подготовленной Федеральным агентством водных ресурсов:
- Бассейновый округ — Верхневолжский
- Речной бассейн — (Верхняя) Волга до Куйбышевского водохранилища (без бассейна Оки)
- Речной подбассейн — реки бассейна Рыбинского водохранилища
- Водохозяйственный участок — Шексна от истока (включая озеро Белое) до Череповецкого гидроузла